# Daniel Givone
Pour les articles homonymes, voir Givone.
Daniel Givone est un guitariste français de jazz manouche.

## Biographie
Né dans une famille de musiciens d'origine italienne (son père et son grand-père sont accordéonistes), il commence la guitare à l’âge de 12 ans, et accompagne son père dans les orchestres de bal de la région de Caen.
À 14 ans, il parfait ses connaissances musicale en étudiant au conservatoire dans la classe de Jacques Godin.
Il se fait initialement connaître du grand public dans la formation nantaise du trio Givone, dont il est le soliste jusqu'en 2005. Il dirige ensuite le Daniel Givone Quartet, et mène en parallèle une carrière en solo.

## Discographie
- Flamme Gitane, 1998
- En chemin (avec le trio Givone), 2000
- Rencontres  (avec le trio Givone), 2003
- Gatito, 2006[2]
- Nouveau Départ (avec le Daniel Givone Quartet), 2009
- Different Strings, 2014[3]
- Vol au-dessus de Kathmandu (avec le Daniel Givone Quartet), 2014[4]
- Play Manouche Partie (avec Swing Of France), 2017